# KNM ER 3733
KNM ER 3733 — череп Homo ergaster (или Homo erectus), найденный в Кооби-Фора (Кения) Бенардом Нгенео в 1975 году.
Это один из древнейших останков Homo ergaster. По оценке К. Фейбела (Dr. Craig Feibel) его возраст составляет ≈1,8 млн лет. Последние оценки, сделанные методом магнитостратиграфии, дают цифру 1,7 млн лет.